# Штейнер, Лайош
Лайош Штейнер (венг. Steiner Lajos; 14 июня 1903, Надь Варад — 22 апреля 1975, Сидней) — австралийский, ранее венгерский, шахматист, международный мастер (1950). С 1939 года в Австралии. Чемпион Венгрии (1936) и Австралии (1945, 1946/1947, 1952/1953, 1958/1959). В составе национальной команды Венгрии участник Всемирных шахматных олимпиад (1931—1937). На межзональном турнире в Стокгольме (1948) — 19-е место. Лучшие результаты в международных соревнованиях: Вена (1923) — 4-5-е; Мерано (1924) — 6-7-е; Кечкемет (1927) — 2-3-е; Гастингс (1927/1928) и Брандли-Бич (1929) — 2-е; Гастингс (1932/1933) — 3-4-е; Острава (1933) — 2-4-е; Будапешт (1933 и 1934) — 4-е; Марибор (1934) и Вена (1935) — 1-2-е; Вена (1937/1938) — 1-е; Любляна (1938) — 3-4-е; Карловы Вары—Марианске-Лазне (1948) — 3-е места.
Выиграл матчи у А. Лилиенталя — 4 : 2 (1934; +3 −1 =2) и Г. Гроба — 3 : 1 (1935).
Младший брат Э. Штейнера и кузен Г. Стейнера.

## Биография
Родился 14 июня в 1903 году в Ораде (сейчас Румыния). В семье Штейнеров было 4 ребёнка. Его отец Бернат Штейнер (венг. Bernát Steiner) — сильный клубный игрок, который в 1907 году на венгерском национальном турнире в Секешфехерваре победил молодого Р. Рети, а также победителя турнира Л. Форгача.
В 1926 году в Будапеште заканчивает обучение в техническом университете по предмету машиностроения.
В конце 1920-х Лайош работает инженером два года в США. После возвращения побеждает в первый раз в 1931 году на чемпионате Венгрии, повторяет свой успех в 1936 году.
Путешествуя по Австралии в 1936 году принимает участие вне конкурса в национальном первенстве, где выигрывает все партии. Ввиду своего еврейского происхождения, ещё до начала Второй мировой войны, был вынужден покинуть свою родину. В марте 1939 года селится в Сиднее и через пару месяцев женится на (англ. Augusta Edna Kingston), тоже хорошая шахматистка, 6-кратная победительница первенства Нового Южного Уэльса. Штейнер начинает работать чертёжником и в 1944 году получает австралийское гражданство. 10 раз участвует в чемпионате Нового Южного Уэльса и 9 раз побеждает (1940/1941, 1943, 1944, 1945/1946, 1953, 1955 и 1958). Также участвует в 6-и чемпионатах Австралии, где побеждает 4-и раза (1945, 1946/1947, 1952/1953 и 1958/1959). Кроме того квалифицируется на межзональный турнир в Стокгольме в 1948 году.
После войны только один раз возвращался в Европу, в это время принял участие в 3-х турнирах.

## Спортивные достижения
| Год  | Город                    | Турнир                   | +  | − | = | Результат | Место |
| ---- | ------------------------ | ------------------------ | -- | - | - | --------- | ----- |
| 1931 | Прага                    | IV-я олимпиада           | 10 | 3 | 4 | 12 из 17  | 3     |
| 1933 | Фолкстон                 | V-я олимпиада            | 5  | 4 | 5 | 7½ из 14  |       |
| 1935 | Варшава                  | VI-я олимпиада           | 7  | 4 | 7 | 10½ из 18 |       |
| 1948 | Карлсбад/Марианске-Лазне | 5-й международный турнир | 10 | 5 | 4 | 12 из 19  | 3     |
|      | Сальтшёбаден             | Межзональный турнир      | 1  | 9 | 9 | 5½ из 19  | 19    |

## Книги
- Sakkiskola, Kecskemet, [1935];
- Kings of the Chess-board 1948, Roseville, [1949].